# Luidia ciliaris
Luidia ciliaris (лат.) — семилучевая морская звёзда рода Луидии (Luidia) из отряда паксиллоносных морских звёзд. Встречается в восточной части Атлантического океана и в Средиземном море.

## Описание
Luidia ciliaris — оранжево-коричневая морская звезда с семью длинными лучами, расходящимися от небольшого диска. Это крупная, но хрупкая морская звезда, вырастающая до 40 см в поперечнике, и легко теряющая свои лучи (руки), которые способны впоследствии регенерировать. Руки имеют параллельные стороны и сужаются только около кончика. Они имеют заметную бахрому из белых шипов по краям. Верхняя поверхность покрыта паксиллами — столбовидными шипами с усечёнными концами. Также видны многолопастные, сосцевидные сосочки. На верхней стороне рук нет краевых пластинок, но те, что на нижней стороне, несут педицеллярии с двумя клапанами. Трубчатые ножки длинные и многочисленные. У них нет присосок, но есть два набора терминальных луковиц. Гонады расположены в два ряда вдоль длины рук. Рот находится в центре нижней части тела, с пищеводом и кардиальным желудком, но нет кишечника, пилорического желудка или ануса.

Luidia ciliaris
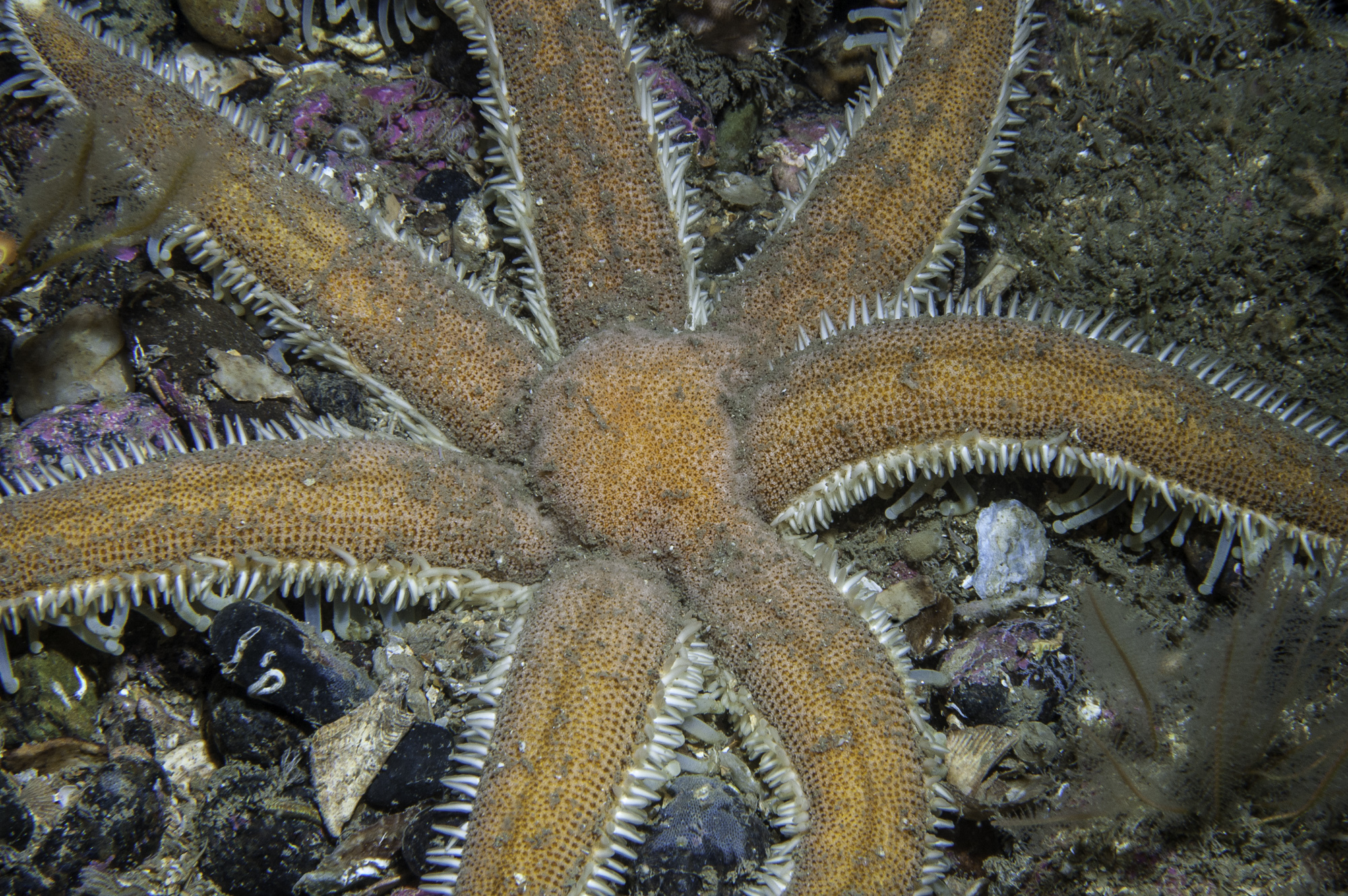
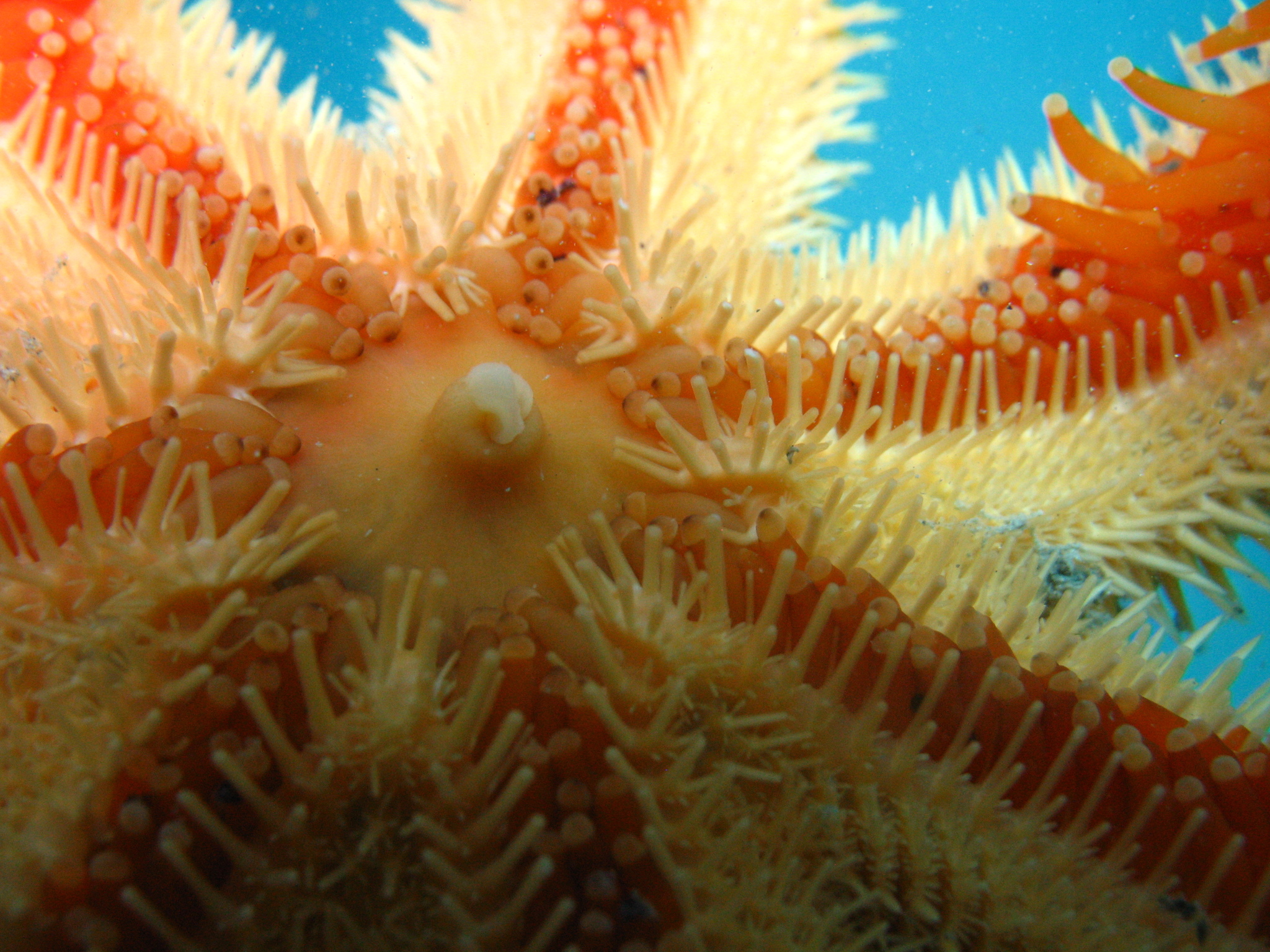
Вентральная сторона
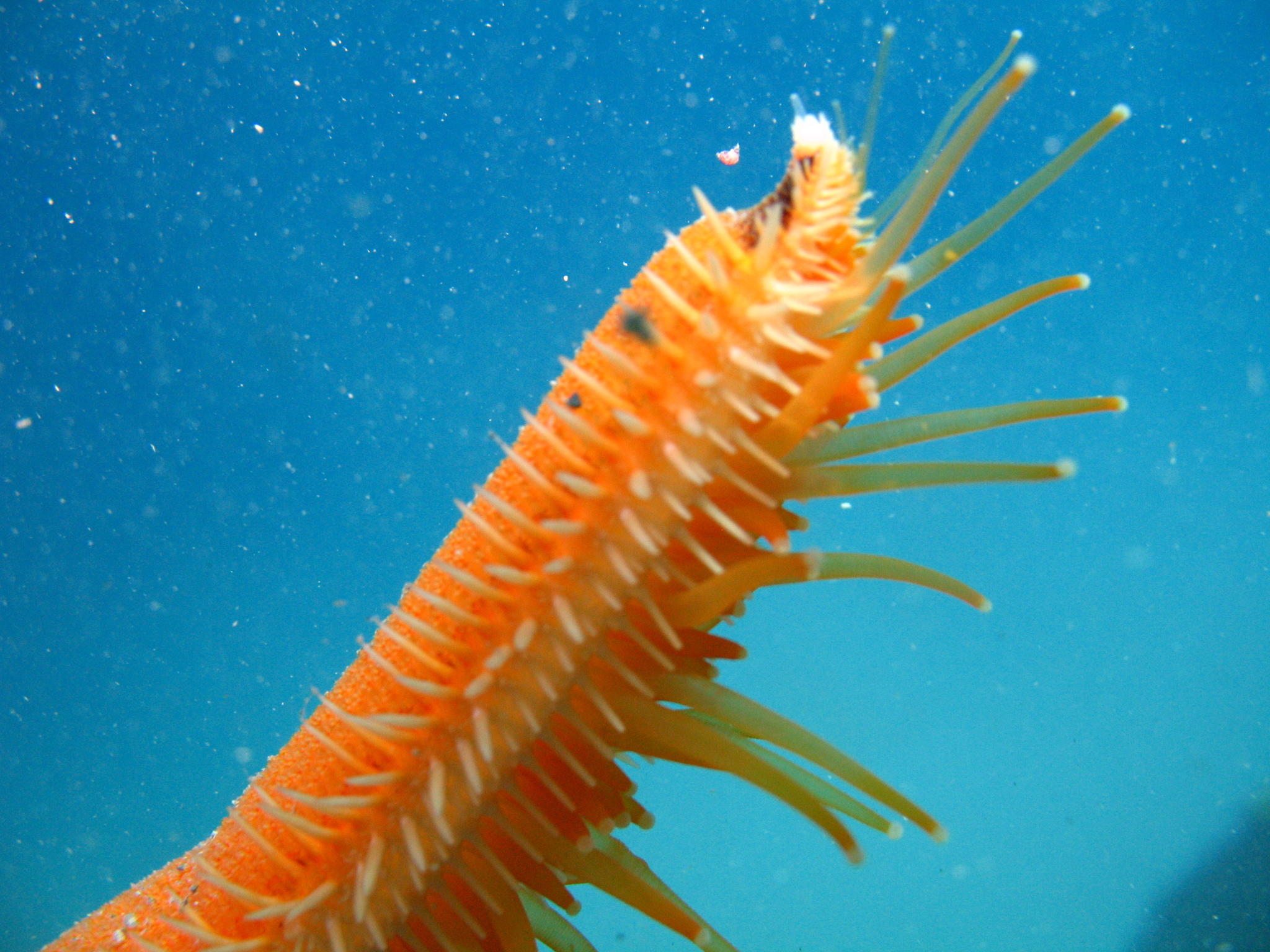
Кончик луча
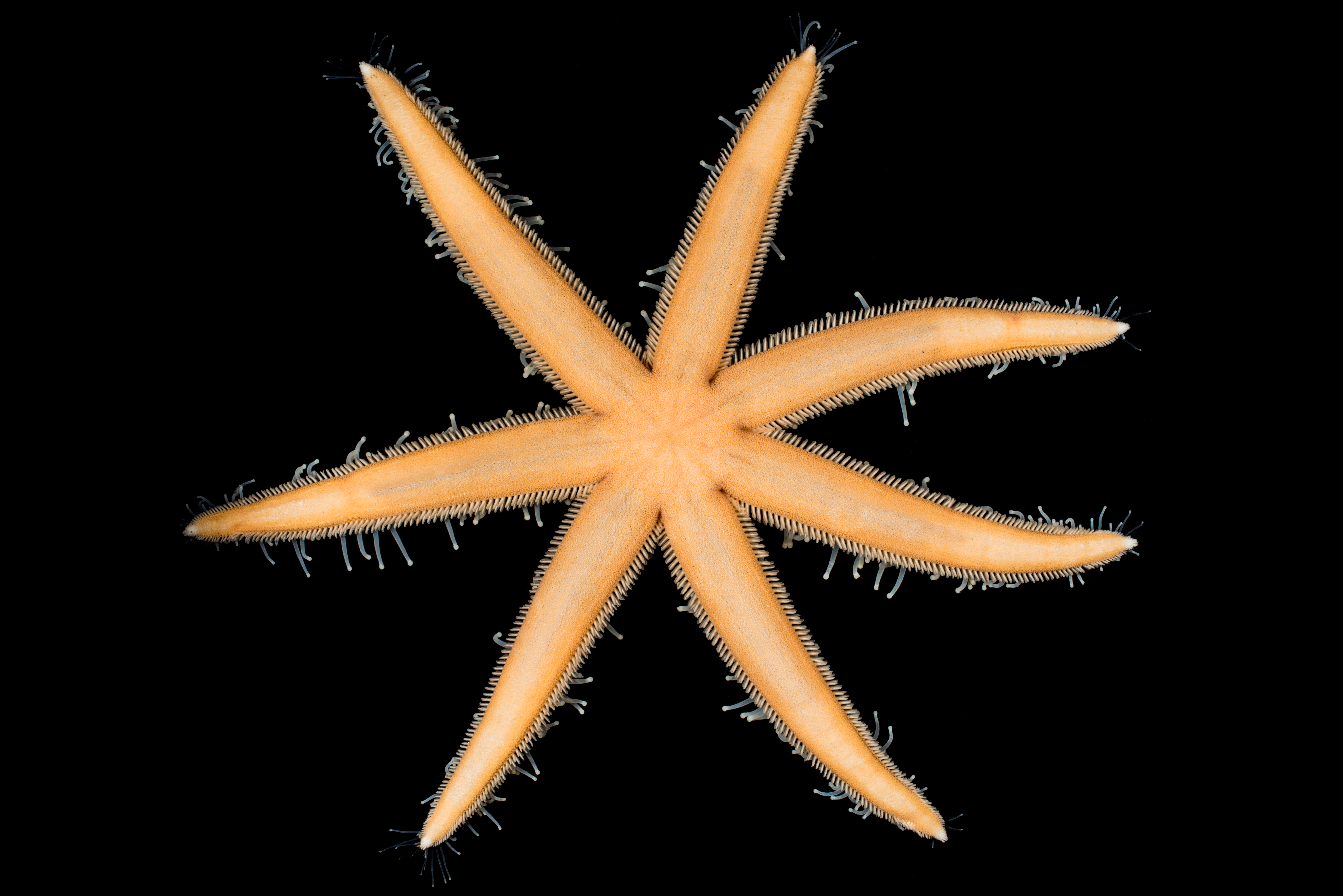

## Распространение и среда обитания
Luidia ciliaris встречается на морском дне в восточной части Атлантического океана от Норвегии и Фарерских островов на юг до островов Зеленого Мыса и Азорских островов, а также в Средиземном море. Эта луидия обитает в неритической зоне на глубине до 400 м, преимущественно на мягких грунтах, в которые иногда закапывается, а также на каменистом дне.

## Биология
L. ciliaris — хищник и падальщик, питающийся преимущественно другими иглокожими. Исследование, проведённое в Ирландском море, показало, что основными объектами её добычи были офиуры Ophiothrix fragilis и Ophiura albida, а также морской ёж Psammechinus miliaris. Офиуры Ophiocomina nigra также употреблялись в пищу, но в меньших количествах, поскольку у них были более эффективные стратегии побега.
Эта семилучевая морская звезда передвигается быстрее многих других морских звёзд. Она поднимается на кончиках своих щупалец, в этом положении она может «ходить», прежде чем броситься на добычу. Кольцо пластин вокруг её рта растяжимо и может даже разрываться, что позволяет ей заглатывать пищу, значительно превышающую её обычный размер. Таким образом, она может наброситься на офиуру диаметром 25 см и полностью её проглотить. Непереваренные остатки выбрасываются через рот.
Размножается в начале лета. Каждая самка мечет миллионы яиц в толщу воды, что стимулирует выделение спермы самцами. Примерно через 4 дня после оплодотворения зиготы развиваются в личинки-бипиннарии, которые становятся частью планктона. После нескольких линек можно увидеть, как семь лучей развиваются в так называемом «рудименте», который соединен со стебельком с несколькими полосками ресничек. Личинки достигают длины 35 мм за 3-4 месяца. Однако, они не превращаются в брахиолярии, как это происходит у большинства таксонов морских звёзд. Вместо этого личинки оседают на морском дне и проходят метаморфоз. Функциональные трубчатые ножки появляются у молоди до того, как личиночная ткань полностью резорбируется.